# Alcione Guimarães
Alcione Guimarães  nasceu e vive em  Goiânia (12 de abril de 1940). É  artista plástica com diversas premiações, poeta e escritora brasileira. Formou-se em Direito pela Universidade Católica de Goiás. Dedica  à atividade de artes plásticas desde 1963 e concilia  artes plásticas e  literatura a partir do ano 2000.
Com exposições individuais e coletivas em Goiás e outros estados. No início de sua carreira, utilizando-se de pintura em óleo/ tela , ela desenvolve uma temática em torno dos elementos do mundo rural, expressando a diversidade dos homens, animais e paisagens em suas relações e singularidades, terminando esta fase com a instalação  -  Ossadas  -  1° Bienal do Incomum -   Prêmio Viagem a Nova York.
Com a publicação do livro Zuarte -   de poemas e quadros-poemas   -  começa uma nova fase de sua pintura e se dedica à literatura.

## Algumas exposições
- 1976 Galeria de Arte Goiana- Goiânia - GO
- !979 Galeria de Arte Jaó - Goiânia - GO
- 1982 Exposição Individual  de Pintura Sala de Exposições do Palácio da Cultura - Goiânia -GO
- 1984  Exposição Individual de Pintura - MultArte Galeria - Goiânia - GO
- 1985 Coletiva na Aliança Francesa - Goiânia
- 1985 Coletiva na Galeria Performance - Brasília - DF
- 1986  Exposição Individual de pintura -  MAJ - Museu de Arte de Joinville - Santa Catarina
- 1987 Coletiva - Arte e Arte - Embaixada dos Estados Unidos da América - Brasília DF
- 1986 Coletiva - Sala de Exposições Cândido Mendes - Rio de Janeiro - RJ
- 1988 Coletiva - II Encontro Nacional de Artes Plásticas - Museu Histórico do Exercito e Forte de Copacabana, Rio de Janeiro
- 1989 Coletiva "Goiás": Um Regard Sur L´art Contemporain du Brésil" em Dijon, França
- 1990 Um Olhar sobre a Arte Contemporânea do Brasil - Embaixada do Brasil em Paris, França
- 1993 1º Bienal de Arte Incomum Goiânia Goiás - Prêmio Viagem a Nova Iorque
- 1997 Exposição individual - pintura e instalação - Ministério da Cultura - FUNARTE - São Paulo SP
- 2000 Exposição Individual -  Zuarte - lançamento do livro e exposição de quadros-poemas
- 2018 Exposição de desenhos - MultArte  Galeria - Goiânia - GO

## Livros publicados
- Zuarte (2000), editora Kelps ISBN 85-90156-21-4 [1]   -    Prêmio de Poesia Centenário de Henriqueta Lisboa, pela Academia Mineira de Letras
- Fuso de Prata (2006), Nankin Editorial ISBN 85-86372-89-7 [2] [3]   -   Prêmio de contos - 2007  - Troféu Goyazes  - Conto Bernardo Élis - Pela Academia Goiana de Letras
- Trama da  Luz (2010)  editora  Kelps  ISBN 978-85-7766-828-1      -  Prêmio bolsa de publicação  Hugo de Carvalho Ramos  - pela  União Brasileira de Escritores - seção Goiás
- Reflexões e pesquisas de Alcione Guimarães sobre Honestino Guimarães, editora Kelps ISBN  978-85-400
- A Casa e Outros Lugares -   ISBN 978-85-400-1903-4   -  Prêmio Colemar Natal e Silva - 2018 - gênero Poesia - pela Academia Goiana de letras